# Jarell Eddie
Pour les articles homonymes, voir Eddie.
Jarell Eddie, né le 30 octobre 1991 à Tampa en Floride, est un joueur américain de basket-ball. Il évolue aux postes d'arrière ou d'ailier.

## Biographie

### Saison 2014-2015
Non sélectionné à la draft 2014 de la NBA, Eddie participe à la NBA Summer League 2014 avec les Wizards de Washington qu'il termine avec 3,5 points et 1,5 rebond de moyenne en six matches.
Le 29 septembre 2014, Eddie signe avec les Hawks d'Atlanta mais il est libéré le 21 octobre après avoir joué trois matches de présaison où il a tourné à 2,7 points en 13,0 minutes par match. Le 23 octobre, il est signé par les Celtics de Boston mais ils le libèrent quatre jours plus tard.
Le 30 octobre 2014, Eddie est sélectionné par les Mad Ants de Fort Wayne lors de la draft de D-League, l'équipe affiliée aux Hawks d'Atlanta. Toutefois, deux jours plus tard, ses droits sont transférés aux Spurs d'Austin en échange de Myck Kabongo et un second tour de draft. Le 3 novembre 2014, il rejoint officiellement les Spurs d'Austin. Le 15 février 2015, il remporte le concours à trois points de D-League lors du All-Star weekend.
Le 5 mars 2015, il signe un contrat de dix jours avec les Hawks d'Atlanta. Le 14 mars, il quitte les Hawks sans avoir participé à une seule rencontre avec eux. De ce fait, il retourne chez les Spurs d'Austin avec lesquels il termine la saison. En 50 matches avec eux, il tourne à 13,0 points et 3,6 rebonds par match.

### Depuis 2015
En juillet 2015, Eddie participe à la Summer League d'Orlando avec les Pacers d'Indiana et celle de Las Vegas avec les Spurs de San Antonio. En 12 matches de Summer League, Eddie a des moyennes de 10,9 points et 3,3 rebonds par match. Le 25 septembre 2015, il signe avec les Warriors de Golden State.
En novembre 2018, Jarell Eddie signe un contrat avec la SIG Strasbourg.
Au mois de juillet 2019, il s'engage avec l'UCAM Murcie, club de première division espagnole.
Le 27 juillet 2020, il signe un contrat d'une saison plus une autre en option avec le Fenerbahçe SK. Le club choisit de ne pas reconduire Eddie pour la saison 2021-2022.
En septembre 2021, Jarell Eddie revient à la SIG Strasbourg. Blessé aux lombaires, Eddie ne joue qu'à partir de fin décembre. Il joue six matches dont trois en championnat et quitte le club en janvier 2022.
En janvier 2022, Eddie s'engage avec le club espagnol du CB Miraflores.

## Palmarès

### En club
- Vainqueur de Leaders Cup 2019 avec la SIG Strasbourg.

### Distinctions personnelles
- MVP de la Leaders Cup 2019.